# Драконовы горы
Драко́новы го́ры (англ. Drakensberg, африк. Drakensberge, зулу uKhahlamba, сесото Maluti или Maloti) — горная система, расположенная на территории ЮАР, Лесото и Эсватини. Самая высокая точка — гора Тхабана-Нтленьяна (3482 м) в Лесото.
Полезные ископаемые открытые в данной горной системе: платина, марганцевые руды, золото, каменный уголь, оловянные руды и другие.
Разнообразный растительный и животный мир Драконовых гор представлен, в том числе, редкими или эндемичными видами.
Большая часть гор включена в Парк Дракенсберг — природный объект Всемирного наследия ЮНЕСКО.
На языке одного из местных племен — это горы Кватхламба (зулу uKhahlamba), то есть «скалистое место», «нагромождение скал». За труднодоступность буры назвали их драконовыми, африк. Drakensberge.
Служат водоразделом между короткими реками бассейна Индийского океана, расчленяющими их крутой ступенчатый восточный склон, и верховьями реки Оранжевой. От приморской низменности отделены полосой холмистых предгорий. Сложены светлыми песчаниками системы Кару, перекрытыми темноцветными толщами базальтов, обусловливающими плоскость вершин Драконовых гор, разделённых эрозией на крутосклонные ступенчатые плато.
Климат и растительность восточных, наветренных, и западных, подветренных, склонов резко различны. На восточных склонах выпадают обильные (главным образом летние) дожди (до 2000 мм в год); западные, сухие, склоны имеют резко континентальный климат. Зимой на вершинах гор выпадает снег.
Восточные, влажные, склоны покрыты до 1200 м тропическими «дождевыми» лесами с вечнозелёными лиственными и хвойными деревьями, лианами, эпифитами; с 1200—1500 м и до 2000 м — заросли колючих кустарников, ксерофитов и суккулентов (акации, алоэ), выше — горные луга и каменные россыпи. На западных склонах леса уступают место саваннам и зарослям кустарников.
Относятся к герцинской складчатости, возраст гор — около 360 миллионов лет.